# Латинская Америка
Лати́нская Аме́рика (исп. и порт. América Latina, фр. Amérique latine; Латиноаме́рика, исп. и порт. Latinoamérica; Латаме́рика) — собирательное наименование американских стран и территорий, использующих на официальном уровне романские языки, прежде всего испанский и португальский, иногда также французский. Название объясняется тем, что романские языки произошли от латинского языка. Население (на 9 сентября 2021 года) — 661 млн чел. (8,9 % населения Земли).
Также встречается родственный термин Иберо-Америка, который может означать либо страны Америки, говорящие на иберо-романских языках (испанском и португальском), либо те же страны в совокупности со своими бывшими метрополиями на Иберийском полуострове (Испанией и Португалией).
До конца XIX века в США также использовался термин Испанская Америка, обозначавший все испаноязычные территории южнее США.

## Состав
В состав Латинской Америки всегда включаются испаноязычные страны материковой Америки от Мексики на севере до Аргентины на юге, испаноязычные страны Карибского бассейна (Куба, Доминиканская Республика, Пуэрто-Рико) и португалоязычная Бразилия. В большинстве случаев включаются франкоязычные Гаити, Сен-Мартен и Французская Гвиана.
Германоязычные страны Америки (Ямайка, Барбадос, Багамы, Белиз, Гайана, Суринам и проч.) к Латинской Америке не относятся.

## География
В Латинской Америке расположена самая длинная на Земле горная система — Анды, один из высочайших функционирующих вулканов планеты — Котопахи, а также высочайший в мире водопад — Анхель, крупнейшее горное озеро Титикака и крупнейшая в мире река по площади бассейна и полноводности — Амазонка. Землетрясения и извержения вулканов — нередкие явления для природы Латинской Америки. Недра территории этого региона богаты нефтью, чёрными и редкими металлами, природным газом.
Одна из крупнейших стран континента — Бразилия, страна с богатой культурой, соединившая в себе истории многих народов: африканцев, индейцев и европейцев. Другая крупная страна этого региона — Аргентина, известная хорошо развитым сельским хозяйством и большим количеством полезных ископаемых.
Климат
Климат в большей части Латинской Америки жаркий, со среднесуточными температурами свыше 21 градуса. Но, например, на склонах Анд дожди могут лить практически круглый год, а на тихоокеанском побережье Перу и Чили за год вообще может не выпасть ни капли.
Фауна
Фауна этого региона своеобразна, ни в каком другом месте больше не встречаются такие животные, как ламы, гуанако, ленивцы, или американские страусы. В то же время животный мир Латинской Америки в некотором смысле напоминает Африку и Австралию.

## История
Первым и самым длительным из этапов истории Латинской Америки была эпоха доколумбовой Америки — с древнейших времен и до начала XVI века, когда началась испанская колонизация Америки (конкиста), а затем и колонизация Бразилии португальцами.
Второй, колониальный, этап истории Латинской Америки продолжался три века. В этот период в результате взаимодействия порабощаемого колонизаторами индейского населения, европейских переселенцев, их потомков-креолов и насильно завезенных африканских рабов сформировалось латиноамериканское общество. К XVIII веку стали складываться предпосылки для появления латиноамериканских наций и пробуждения национального самосознания в различных регионах Латинской Америки.
Война за независимость испанских колоний в Америке 1810—1826 годов и провозглашение Бразильской империи в 1822 году привели к превращению большинства бывших колоний Латинской Америки в независимые государства. В них начали развиваться капиталистические отношения. В Мексике, Бразилии, Чили появилась фабричная лёгкая промышленность, возникла банковская система. Однако сохранение крупного помещичьего землевладения и привилегий католической церкви способствовало продолжению существования различных форм докапиталистической эксплуатации.
В XIX веке в странах Латинской Америки боролись за власть различные группировки и кланы, прежде всего помещиков-латифундистов. Политические конфликты обычно решались гражданской войной или путём «пронунсиамьенто», то есть государственного переворота. Обычной была крайняя политическая нестабильность. Например, с 1826 по 1836 год в Перу сменились 8 президентов, а в Чили с января 1823 до марта 1830 года власти успели поменяться 24 раза. Та социальная организация, которая сложилась ещё в колониальный период (власть хозяина асьенды, основанная на его непререкаемом авторитете и личной преданности «клиентуры», её материальная зависимость от «патрона»), переносилась и на государственный уровень, что привело к феномену, называемому каудилизмом. Ещё в период войны за независимость 1810—1826 годов в странах региона произошла милитаризация власти. В Мексике и Перу главнокомандующий вооруженными силами или другой представитель военной верхушки, заручившись поддержкой армии или её части, мог стать «верховным каудильо», президентом страны. Он становился диктатором, при этом, однако, сохраняя формально республиканскую форму правления и видимость разделения властей. Его «клиентурой» становились лояльные ему более мелкие каудильо, которые, в свою очередь, имели собственных «клиентов». В других странах Латинской Америки рвавшиеся к власти каудильо старались использовать в своих интересах местное ополчение и собственных пеонов или гаучо.
К середине XIX века в либеральных кругах интеллигенции Латинской Америки широкую популярность получила концепция «цивилизации и варварства», выдвинутая аргентинским мыслителем и государственным деятелем, будущим президентом Аргентины Доминго Фаустино Сармьенто. Оплотом варварства он считал отсталую провинцию с консервативно настроенными каудильо, патриархальными традициями и пережитками колониальных времён, а центрами цивилизации — города с торговыми и промышленными предприятиями, университетами. Приходя к власти, либеральные латиноамериканские реформаторы пытались покончить с такими проявления «варварства», как сохранение влияния церкви, общинное землевладение, рабство, разнообразные препятствия для предпринимательства.
Народам Латинской Америки пришлось защищаться от вторжений войск США (Американо-мексиканская война 1846—1848 годов), Великобритании, Франции и Испании (Англо-франко-испанская интервенция в Мексику 1861—1867 годов), Испании (Первая тихоокеанская война 1864—1866). Неравномерность экономического и политического развития разных стран региона способствовали возникновению таких войн, как Вторая тихоокеанская война 1879—1883 годов и Парагвайская война 1864—1870 годов.
К концу XIX века экономически слабые латиноамериканские государства попали в экономическую зависимость от США. Испано-американская война 1898 года ещё усилила влияние США в регионе. США в 1903 году для постройки Панамского канала осуществили отделение Панамы от Колумбии, осуществляли интервенции в Никарагуа в 1909—1933 годах, в Доминиканскую Республику в 1916—1924 годах, на Гаити в 1915—1934 годах (Банановые войны).
В 1910—1917 годах в Мексике происходила революция, сопровождавшаяся крестьянской войной, в связи с ней войска США вторгались в Мексику в 1914 году и в 1916 году.
В конце XIX — начале XX века усиление тенденции к консолидации латиноамериканских государств привело к появлению каудильо нового типа, выступавших за централизацию власти и ликвидацию сепаратистских тенденций. В деятельности ряда каудильо (боливийца Мануэля Исидоро Бельсу, эквадорца Элоя Альфаро, гватемальцев Хусто Руфино Барриоса и Эстрады Кабреры) проявлялись черты социального реформаторства.
После Первой мировой войны в результате общемировых процессов и внутренних перемен, связанных с развитием капитализма и возникновением современной (значительно более сложной) структуры общества, в странах Латинской Америки почти повсеместно наблюдался подъём различных массовых протестных движений различной направленности. В частности, значительный размах приобрело рабочее забастовочное движение.
Мировой экономический кризис 1929—1933 годов привёл в Латинской Америке к курсу на государственное регулирование экономики в той или иной степени (протекционистская защита местной промышленности, предоставление частным предпринимателям государственных кредитов, субсидий, финансовых и налоговых льгот, создание и укрепление государственного сектора экономики). В Бразилии эта политика была связана с деятельностью Жетулио Варгаса (президент в 1930—1945 и в 1951—1954 годах), в Мексике — с президентством Ласаро Карденаса (президент в 1934—1940 годах), в Аргентине — с именем Хуана Доминго Перона (президент страны в 1946—1955 и в 1973—1974 годах). Главной опорой власти этих популистских лидеров стали массовые партии (Трабальистская — в Бразилии, Институционально-революционная — в Мексике, Хустисиалистская партия в Аргентине).
До середины XX века по-настоящему заинтересованными в демократических переменах в Латинской Америке были только интеллигенция и средние слои населения. К 1960-м годам часть интеллигенции считала демократический фасад режимов лишь прикрытием капиталистической эксплуатации и включилась в революционное движение. Так, в 1959 году на Кубе победила Кубинская революция. С другой стороны, часть элит, настроенная консервативно, выступала против демократии, считая её фактором дестабилизации, затрудняющим борьбу с революционной опасностью.
В 1950—1970-е годы кризис политики популистских лидеров привёл к установлению во многих странах Латинской Америки военных диктатур и переходу к неолиберальному варианту экономической модернизации. К 1976 году две трети стран региона были под властью военных диктатур (военная диктатура в Бразилии, военная диктатура в Чили, военная диктатура в Аргентине, военная диктатура в Уругвае, диктатура Стресснера в Парагвае).
Массовые выступления против этих диктатур «снизу» и встречные усилия сторонников либерализации и демократизации «сверху» привели к восстановлению конституционных порядков в 1980-е годы.
Приход с конца 1990-х годов к власти в Латинской Америке президентов и правительств социалистической ориентации получил название «левого поворота». Знаковой в этом отношении стала победа Уго Чавеса на президентских выборах в Венесуэле в 1998 году. Политика этих лидеров основывалась, во многом, на антиамериканизме и элементах национализма. В разное время левые реформаторы, которые выступали за бесплатные образование и медицину, предоставление земли беднякам, национализацию природных ресурсов, были во главе Гайаны, Бразилии, Чили и Боливии. Но в 2010-х годах большинство из них потеряли власть. Режимы, провозглашающие ориентацию на «социализм XXI века», сохранились лишь в Венесуэле, в Никарагуа и на Кубе.

## Население

### Продолжительность жизни
Ожидаемая при рождении продолжительность жизни в 2023 году, согласно оценке Группы Всемирного банка:
| Страны и территории      | 2023  | 2023  | 2023  | 2023 | Исторические данные | Исторические данные | Исторические данные | Исторические данные | Исторические данные | Исторические данные | Исторические данные | Исторические данные | Исторические данные | Исторические данные | Исторические данные | Эффект COVID-19 | Эффект COVID-19 |
| Страны и территории      | Общая | М     | Ж     | ЖΔМ  | 2014                | 2014 →2019          | 2019                | 2019 →2020          | 2020                | 2020 →2021          | 2021                | 2021 →2022          | 2022                | 2022 →2023          | 2023                | 2019 →2023      | 2014 →2023      |
| ------------------------ | ----- | ----- | ----- | ---- | ------------------- | ------------------- | ------------------- | ------------------- | ------------------- | ------------------- | ------------------- | ------------------- | ------------------- | ------------------- | ------------------- | --------------- | --------------- |
| Пуэрто-Рико              | 81,69 | 78,03 | 85,24 | 7,21 | 80,04               | 1,40                | 81,44               | −1,43               | 80,01               | −0,24               | 79,77               | −0,34               | 79,43               | 2,26                | 81,69               | 0,25            | 1,65            |
| Чили                     | 81,17 | 79,24 | 83,08 | 3,84 | 79,71               | 0,61                | 80,32               | −0,97               | 79,35               | −0,47               | 78,88               | 0,30                | 79,18               | 1,99                | 81,17               | 0,84            | 1,45            |
| Коста-Рика               | 80,80 | 78,13 | 83,42 | 5,29 | 80,23               | 0,07                | 80,30               | −0,57               | 79,72               | −1,67               | 78,05               | 1,27                | 79,32               | 1,48                | 80,80               | 0,50            | 0,57            |
| Сен-Мартен               | 80,22 | 76,77 | 83,84 | 7,07 | 79,73               | 0,35                | 80,08               | 0,01                | 80,08               | 0,12                | 80,21               | 0,03                | 80,24               | −0,01               | 80,22               | 0,15            | 0,50            |
| Панама                   | 79,59 | 76,65 | 82,56 | 5,90 | 77,36               | 1,15                | 78,51               | −2,18               | 76,33               | 0,67                | 77,00               | 2,32                | 79,32               | 0,27                | 79,59               | 1,08            | 2,23            |
| Уругвай                  | 78,14 | 74,19 | 81,92 | 7,73 | 77,19               | 0,31                | 77,50               | 0,88                | 78,38               | −2,95               | 75,43               | 1,03                | 76,47               | 1,67                | 78,14               | 0,64            | 0,94            |
| Куба                     | 78,08 | 75,67 | 80,52 | 4,85 | 77,83               | −0,41               | 77,41               | −0,01               | 77,41               | −4,21               | 73,20               | 4,43                | 77,63               | 0,46                | 78,08               | 0,67            | 0,26            |
| Перу                     | 77,74 | 75,41 | 80,12 | 4,71 | 75,26               | 1,02                | 76,28               | −2,44               | 73,83               | −2,24               | 71,60               | 5,24                | 76,83               | 0,91                | 77,74               | 1,46            | 2,48            |
| Колумбия                 | 77,72 | 74,95 | 80,45 | 5,50 | 75,95               | 0,84                | 76,79               | −2,04               | 74,76               | −2,06               | 72,70               | 3,81                | 76,51               | 1,22                | 77,72               | 0,93            | 1,77            |
| Аргентина                | 77,39 | 74,81 | 79,88 | 5,07 | 76,27               | 0,58                | 76,85               | −0,97               | 75,88               | −1,93               | 73,95               | 1,86                | 75,81               | 1,59                | 77,39               | 0,55            | 1,13            |
| Эквадор                  | 77,39 | 74,66 | 80,14 | 5,47 | 76,14               | 1,14                | 77,29               | −5,28               | 72,00               | 0,74                | 72,75               | 3,83                | 76,58               | 0,81                | 77,39               | 0,11            | 1,25            |
| Бразилия                 | 75,85 | 72,76 | 78,98 | 6,22 | 74,82               | 0,99                | 75,81               | −1,30               | 74,51               | −1,47               | 73,04               | 1,83                | 74,87               | 0,98                | 75,85               | 0,04            | 1,03            |
| Мексика                  | 75,07 | 72,24 | 77,81 | 5,57 | 74,40               | 0,13                | 74,53               | −4,08               | 70,45               | −0,70               | 69,75               | 4,22                | 73,97               | 1,10                | 75,07               | 0,54            | 0,67            |
| Никарагуа                | 74,95 | 72,31 | 77,42 | 5,11 | 72,79               | 0,97                | 73,76               | −3,00               | 70,77               | −0,29               | 70,48               | 3,98                | 74,46               | 0,48                | 74,95               | 1,18            | 2,16            |
| Парагвай                 | 73,84 | 70,89 | 76,95 | 6,07 | 73,42               | 0,25                | 73,67               | −0,95               | 72,72               | −4,61               | 68,11               | 4,21                | 72,32               | 1,52                | 73,84               | 0,18            | 0,43            |
| Доминиканская Республика | 73,72 | 70,53 | 76,97 | 6,44 | 73,14               | −0,03               | 73,11               | −0,48               | 72,64               | −0,88               | 71,76               | 2,45                | 74,21               | −0,49               | 73,72               | 0,61            | 0,58            |
| Мир                      | 73,33 | 70,95 | 75,84 | 4,89 | 71,78               | 1,09                | 72,87               | −0,68               | 72,18               | −0,97               | 71,22               | 1,75                | 72,97               | 0,36                | 73,33               | 0,46            | 1,55            |
| Гондурас                 | 72,88 | 70,35 | 75,50 | 5,16 | 71,03               | 1,09                | 72,12               | −1,26               | 70,86               | −1,37               | 69,49               | 3,22                | 72,72               | 0,17                | 72,88               | 0,76            | 1,85            |
| Гватемала                | 72,60 | 70,31 | 74,88 | 4,56 | 70,94               | 0,70                | 71,64               | −1,67               | 69,97               | −2,11               | 67,86               | 3,35                | 71,21               | 1,40                | 72,60               | 0,96            | 1,66            |
| Венесуэла                | 72,51 | 68,72 | 76,50 | 7,78 | 72,84               | −0,07               | 72,77               | −0,40               | 72,37               | −0,83               | 71,54               | 1,03                | 72,57               | −0,05               | 72,51               | −0,25           | −0,32           |
| Сальвадор                | 72,10 | 67,52 | 76,26 | 8,74 | 71,14               | 0,58                | 71,72               | −1,48               | 70,24               | −0,30               | 69,94               | 2,03                | 71,97               | 0,13                | 72,10               | 0,37            | 0,95            |
| Боливия                  | 68,58 | 66,13 | 71,14 | 5,02 | 66,97               | 0,85                | 67,82               | −4,91               | 62,91               | −1,48               | 61,43               | 6,01                | 67,43               | 1,15                | 68,58               | 0,76            | 1,61            |
| Гаити                    | 64,94 | 61,73 | 68,30 | 6,57 | 62,97               | 1,36                | 64,33               | −0,55               | 63,77               | −1,16               | 62,61               | 1,34                | 63,95               | 0,99                | 64,94               | 0,61            | 1,97            |

### Демографический кризис и старение населения
Латинская Америка находится в глобальном демографическом процессе старения населения Земли (кроме Африки южнее Сахары) и вызванного им уже в ряде стран, как развитых так и развивающихся, демографического кризиса. Согласно данным прогноза ООН 2019 года, рост населения Земли почти остановится к концу XXI века, в значительной степени из-за падения мировых показателей рождаемости и старения населения. Ожидается, что регион Латинской Америки и Карибского бассейна превзойдёт Европу по численности населения к 2037 году, а в 2058 году достигнет пика в 768 миллионов и начнёт сокращаться.
В 1950 году в регионе Латинской Америки и Карибского бассейна было одно из самых молодых населений мира; к 2100 году ожидается, что в регионе Латинской Америки и Карибского бассейна будет самое старое население из всех регионов мира, что резко контрастирует с XX веком. В 1950 году средний возраст региона составлял всего 20 лет. По прогнозам, к 2100 году эта цифра увеличится более чем в два раза — до 49 лет. Данная закономерность очевидна при взгляде на отдельные страны региона. Например, в 2020 году ожидается, что средний возраст будет в Бразилии (33 года), Аргентине (32 года) и Мексике (29 лет), что будет ниже, чем средний возраст в США (38 лет). Однако к 2100 году население всех этих трёх латиноамериканских стран, согласно прогнозам, будут старше населения США (так как население США будет расти в XXI веке только в основном за счёт иммиграции). Средний возраст составит 51 год в Бразилии, 49 лет в Мексике и 47 лет в Аргентине, по сравнению со средним возрастом 45 лет в США. Ожидается, что в Колумбии будет самый сильный рост среднего возраста населения, он вырастет более чем втрое между 1965 и 2100 годом — с 16 до 52 лет.

## Политическое деление
Неформально выделяются:
- Карибский регион (Мексика, Центральная Америка и Вест-Индия),
- регион Андских стран (Венесуэла, Колумбия, Эквадор, Перу, Боливия, Чили) и
- Атлантический регион (Гайана, Суринам, Гвиана, Бразилия, Парагвай, Уругвай, Аргентина).

К Латинской Америке относят следующие государства и территории:
| Государства                                                                                                | Государства                                                                | Зависимые территории                                                        |
| --- | -------------------------------------------------------------------------- | --------------------------------------------------------------------------- |
| Аргентина Боливия Бразилия Венесуэла Гаити Гватемала Гондурас Доминиканская Республика Колумбия Коста-Рика | Куба Мексика Никарагуа Панама Парагвай Перу Сальвадор Уругвай Чили Эквадор | Гваделупа Мартиника Пуэрто-Рико Сен-Бартельми Сен-Мартен Французская Гвиана |

## Культура
Большая часть Латинской Америки говорит на испанском языке, который также является государственным в большинстве стран.
В Бразилии государственным языком является португальский. Португальский язык, применяемый в Бразилии, сильно подвержен испанскому влиянию и несколько отличается от оригинального португальского языка.
Менее распространены в качестве государственных английский, французский и нидерландский языки. В отличие от США и Канады, в Латинской Америке более высокий процент коренного населения. В Боливии и Парагвае индейцы составляют большинство.
Из 35 342 тыс. индейцев Америки (всей) их максимальное число проживает в следующих странах (тыс. чел.):
- Мексика — 8750 (11,7 % от всего населения государства),
- Перу — 7050 (37,7 %),
- Гватемала — 4000 (50,4 %),
- Эквадор — 3678 (39,8 %),
- Боливия — 3600 (59,2 %),
- Парагвай — 3190 (91,9 %),
- Чили — 800 (6,8 %),
- Аргентина — 651 (2,3 %),
- Колумбия — 590 (2,1 %),
- Канада — 400 (1,6 %),
- Венесуэла — 187 (1,2 %),
- Сальвадор — 165 (3,2 %),
- Гондурас — 161 (3,9 %),
- Никарагуа — 148 (4,9 %),
- Панама — 137 (6,5 %),
- другие страны — 115 (0,3 %).

### Грамотность
В 2008 году Боливия стала третьей латиноамериканской страной, объявившей о победе над неграмотностью. Ранее об этом сообщили Куба (1961 год) и Венесуэла (2005 год).